# Stephani Nampiina
Stephanie Nampiina (sinh ngày 7 tháng 8 năm 1994) là một người chơi cricket nữ Uganda. Vào tháng 7 năm 2018, cô được bổ nhiệm vào Uganda đội hình cho thế giới Twenty20 Qualifier 2018 ICC nữ giải đấu. Vào tháng 4 năm 2019, cô đã được ghi tên vào đội tuyển của Nhật Bản cho giải đấu ICC Women Qualifier Châu Phi 2019 ở Zimbabwe.